# Сельское поселение «Село Адуево»
Сельское поселение «Село Адуево» — муниципальное образование в составе Медынского района Калужской области России.
Центр — село Адуево.

## Состав
В поселение входят 5 деревень и 1 село.
| № | Населённый пункт | Тип населённого пункта | Население |
| - | ---------------- | ---------------------- | --------- |
| 1 | Адуево           | село                   | ↘279      |
| 2 | Дворики          | деревня                | ↘4        |
| 3 | Малиновка        | деревня                | ↘1        |
| 4 | Марютино         | деревня                | ↘72       |
| 5 | Новоселки        | деревня                | ↗10       |
| 6 | Синявино         | деревня                | ↘3        |

## Население
| 2010 | 2012 | 2013 | 2014 | 2015 | 2016 | 2017 |
| ---- | ---- | ---- | ---- | ---- | ---- | ---- |
| 369  | ↘349 | ↘348 | ↘343 | ↗355 | ↘344 | ↗359 |
| 2018 | 2019 | 2020 | 2021 |      |      |      |
| ↗361 | ↘358 | ↘353 | ↘306 |      |      |      |